# إيفانا بوزيلوفيتش
إيفانا يوزيلوفيتش (بالإنجليزية: Ivana Božilović)‏ وهي شخصية تلفزيونية ممثلة صربية المولد أمريكية الجنسية ولدت في يوم 28 سبتمبر 1977 في مدينة بلغراد عاصمة صربيا.

## روابط خارجية
- إيفانا بوزيلوفيتش على موقع IMDb (الإنجليزية)
- إيفانا بوزيلوفيتش على موقع ألو سيني (الفرنسية)
- إيفانا بوزيلوفيتش على موقع قاعدة بيانات الفيلم (الإنجليزية)
- إيفانا بوزيلوفيتش على موقع كينوبويسك (الروسية)